# Klapvoet
Een klapvoet, dropvoet of voetheffersparese treedt op als de voorvoet niet goed kan worden opgetild. De voet kan niet normaal worden afgewikkeld en ploft bij het neerzetten vaak hoorbaar op de grond.
De klapvoet ontstaat door zwakte van de voetheffersspieren musculus extensor hallucis longus en brevis, musculus extensor digitorum longus en brevis en musculus tibialis anterior. Deze spieren zorgen respectievelijk voor het heffen van de grote teen, de overige tenen en de gehele voet. De teenheffers (extensoren) helpen ook mee bij het heffen van de voet in de enkel (de dorsaalflexie). 
De klapvoet kan ontstaan door een zenuwbeknelling (compressieneuropathie) van de zenuwwortel in de onderste lendenwervel L5 zoals bij een hernia nuclei pulposi of door zenuwbeknelling van de nervus peroneus, bijvoorbeeld door langdurig met de benen over elkaar te zitten. Een klapvoet kan ook een symptoom zijn van chronische idiopathische axonale polyneuropathie, als daardoor de motorische zenuwvezels zijn aangetast. In sommige gevallen komt de zogenaamde hanentred voor: hierbij wordt ter compensatie de knie hoger opgetild dan normaal om te voorkomen dat de voet over de grond sleept ten gevolge van de voethefferszwakte.